# 瀑布大區 (布基納法索)
瀑布大區（法語：Cascades）是布基納法索十三個大區之一，位於該國西南部。面積18,406平方公里。2006年人口524,956人。首府邦福拉。该区得名自境内的著名自然景点卡尔菲盖拉瀑布。
本區下轄二省，即科莫埃省和雷拉巴省。